# Bellonia
Bellonia es un género con dos especies de plantas herbáceas perteneciente a la familia Gesneriaceae. Es originario del Caribe.

## Descripción
Son  arbustos que alcanzan los 0,4-1,2 m de altura. Los tallos son leñosos, arqueados. Las hojas son opuestas, delgadas, muy festoneada por dientes  y casi como el acebo. Las flores nacen en las axilas de las hojas. Sépalos estrechos. Corola blanca, de cara plana, actinomorfa, con lóbulos elípticos, redondeados. El fruto en forma de  cápsula seca, bivalvo con dehiscencia loculicida.

## Distribución y hábitat
Se distribuyen por Cuba y La Española, donde crecen en piedra caliza sobre las húmedas rocas.

## Taxonomía
El género fue descrito por Carlos Linneo y publicado en Species Plantarum 1: 172. 1753.
Etimología
El género fue nombrado en honor de Pierre Belon (también deletreado Bellon ) ( 1517-1564 ) , un famoso naturalista y viajero francés.

## Especies
- Bellonia aspera  	L.
- Bellonia spinosa Sw.